# Gorcy
Gorcy é uma comuna francesa na região administrativa de Grande Leste, no departamento de Meurthe-et-Moselle. Estende-se por uma área de 4,1 km². Em 2010 a comuna tinha 2 861 habitantes (densidade: 697,8 hab./km²).